# Liste der Stolpersteine in Brescia

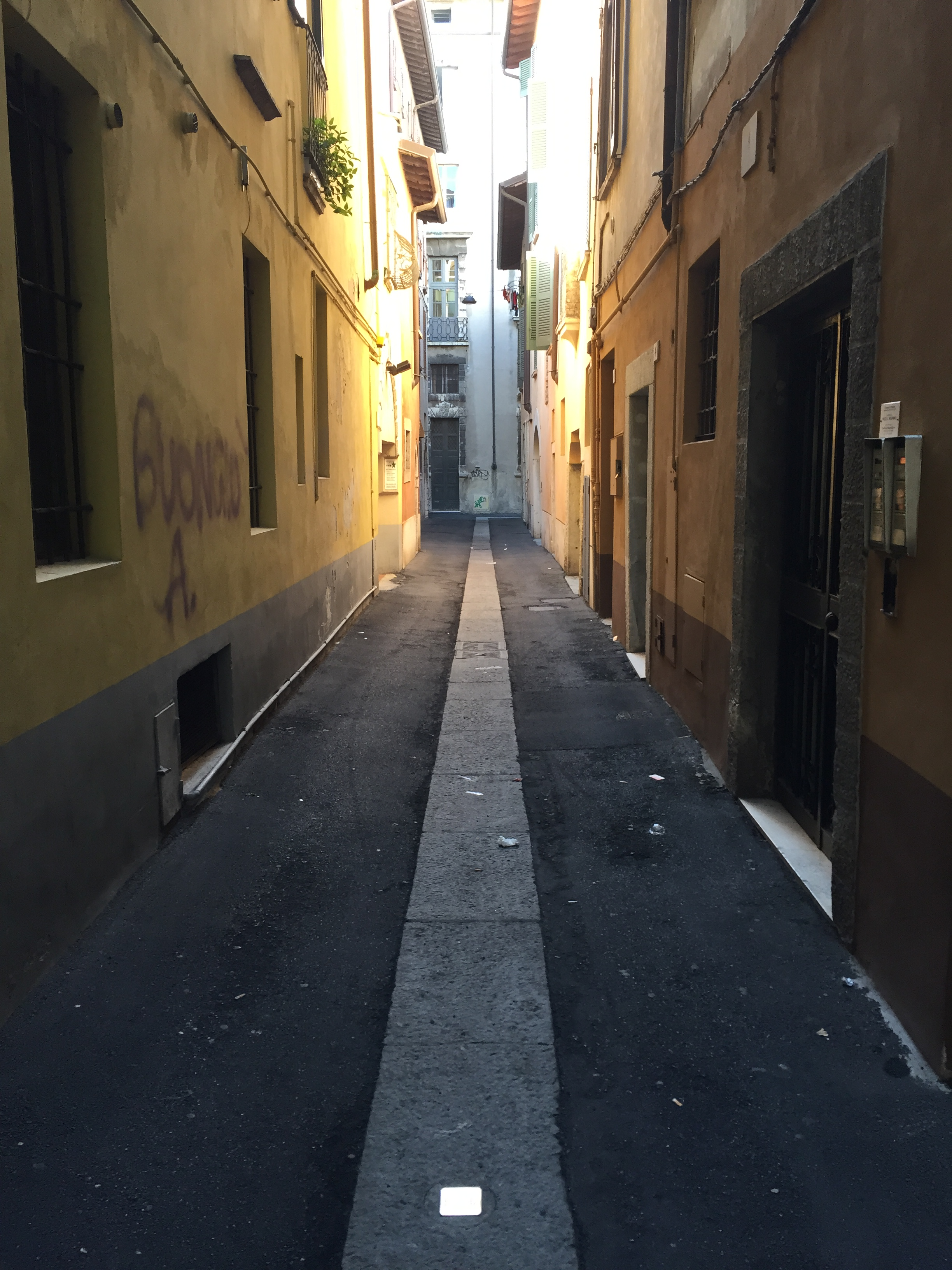
Vicolo dell’Inganno 1 in Brescia mit dem Stolperstein für Ubaldo Migliorati, der im KZ Buchenwald ermordet wurde

Die Liste der Stolpersteine in Brescia enthält die Stolpersteine der Stadt Brescia in der Lombardei, die an das Schicksal der Menschen aus dieser Region erinnern, die von den Nationalsozialisten ermordet, deportiert, vertrieben oder in den Suizid getrieben wurden. Die Stolpersteine wurden von Gunter Demnig verlegt, deren Name lautet auf Italienisch: pietre d'inciampo.
Am 23. November 2012 wurden in Brescia – als erstem Ort der Lombardei – unter dem Patronat des italienischen Staatspräsidenten neun Stolpersteine im Gedenken an Opfer rassistisch bzw. politisch bedingter Deportationen verlegt. Weitere Verlegungen erfolgten am 12. Januar 2015.

## Historischer Hintergrund
Nach dem Kriegsaustritt Italiens wurde die Stadt Brescia am 10. September 1943 von der deutschen Wehrmacht besetzt. Die SS-Sicherheitspolizei bezog Quartier in der Via Panoramica und wurde von Juni 1944 und Januar 1945 von SS-Hauptsturmführer Erich Priebke geleitet, der zuvor im März 1944 am Massaker in den Ardeatinischen Höhlen beteiligt war. Ab Dezember 1943 war Brescia auch Sitz der Guardia Nazionale Repubblicana, der neuen faschistischen Miliz des Saló-Regimes. Unmittelbar nach der deutschen Besetzung Brescias formierte sich der Widerstand von Kommunisten, Sozialisten, Aktionisten und der katholischen Brigate Fiamme Verdi. Mitglieder des Gruppo di Azione Patriottica verübten eine Reihe von Anschläge auf Einrichtungen der deutschen Besatzer und der italienischen Faschisten in Brescia. Die Partisanen formierten sich auch in drei nördlich von Brescia gelegenen Tälern, im Val Camonica, im Val Sabbia und im Val Trompia. Nach der Ermordung eines Milizangehörigen am 13. November 1943 in Brescia durchkämmten SS-Verbände und Faschisten die Häuser der Altstadt, suchten anhand vorgefertigter Listen zahlreiche Personen, denen „antifaschistische Umtriebe“ unterstellt wurden, und erschossen auf der Piazza Rovetta drei Männer: Arnaldo Dall’Angelo, Guglielmo Perinelli und Rolando Pezzagno. Der deutsche Botschafter Rudolf Rahn telegrafierte ans Auswärtige Amt in Berlin, dass die Leichen dort mit Absicht bis zum nächsten Tag liegen gelassen wurden, „um der Bevölkerung Folgen der Anschläge auf die Faschisten vor Augen zu führen“ (Telegramm vom 25. November 1943). Die aus politischen Gründen festgenommene Personen wurden meist ins Gefängnis Carcere Canton Mombello eingeliefert und verhört. Es folgte eine Reihe von Hinrichtungen an unterschiedlichen Stellen der Stadt, u. a. auf dem Erschießungsplatz im Castello.

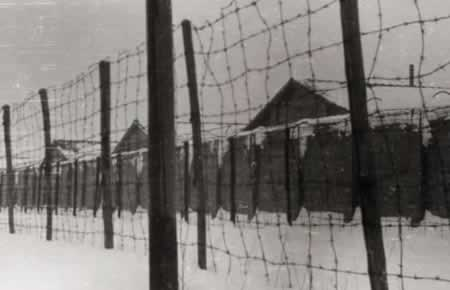
Das KZ Fossoli im Jahr 1944

Brescia hatte nur eine kleine jüdische Gemeinde und den meisten ihrer Mitglieder gelang die Flucht, bevor Anfang Dezember 1943 die Verhaftungen von Juden durch die Deutschen einsetzten. Zumeist waren es ausländische Jüdinnen und Juden, die vom NS-Regime festgenommen und ins KZ Fossoli verschleppt wurden. Von 23 überlebten nur zwei.
Eine Reihe von Stolpersteinen in Brescia sind auch Angehörigen der italienischen Streitkräfte gewidmet, die nach dem Kriegsaustritt Italiens nach dem 8. September 1943 von der deutschen Wehrmacht entwaffnet, verhaftet und als Italienische Militärinternierte (IMI) nach Deutschland deportiert wurden, wo sie Zwangsarbeit leisten mussten. Der IMI-Status diente dazu, den ehemals verbündeten Soldaten den Status von Kriegsgefangenen zu verweigern, der sie unter den Schutz des III. Genfer Abkommens von 1929 über die Behandlung der Kriegsgefangenen gestellt hätte. Die italienischen Militärinternierten wurden durch eine erbarmungslose Ausbeutung ihrer Arbeitskraft, Nahrungsmittelentzug und fehlende medizinische Betreuung teilweise sogar schlechter behandelt als die sowjetischen Gefangenen.

## Verlegte Stolpersteine
Bisher wurden 18 Stolpersteine an 16 Adressen verlegt.
Die Tabelle ist teilweise sortierbar; die Grundsortierung erfolgt alphabetisch nach dem Familiennamen.
| Stolperstein | Übersetzung | Verlegeort                                   | Name, Leben |
| ------------ | --- | -------------------------------------------- | --- |
|              | HIER WOHNTE GIULIO ANGELI GEBOREN 1891 ALS POLITISCHER HÄFTLING VERHAFTET AM 17.7.1944 DEPORTIERT DACHAU ERMORDET 8.2.1945         | Via XX Settembre, 22                         | Giulio Angeli (1891–1945) |
|              | HIER WOHNTE MARIO BALLERIO JG. 1918 MILITÄRGEFANGENER VERHAFTET 8.9.1943 ERMORDET 15.4.1944 PRZEMYSL                               | Viale Venezia 45 ·                           | Mario Ballerio wurde am 8. Juli 1918 in Redona (in der Provinz Bergamo) geboren. Im Juli 1936 absolvierte er seine Matura in Brescia und schloss 1941 sein Ingenieursstudium am Politecnico di Milano ab. Danach fand er Arbeit in einem Unternehmen der Textilindustrie in Brescia, in dem schon sein Vater Giuseppe tätig war. Ein weiteres Studium der Ökonomie- und Politikwissenschaften an der Università Cattolica di Milano konnte er nicht fortsetzen, weil er im Dezember 1941 einberufen wurde. Nach dem Kriegsaustritt Italiens nach dem 8. September 1943 wurde er bei Leipzig, wo er sich bei einem Fortbildungskurs für italienische Streitkräfte befand, entwaffnet und festgenommen. Er weigerte sich, sich der Repubblica Sociale Italiana anzuschließen und wurde in der Folge als sogenannter Italienischer Militärinternierter (IMI) nach Przemyśl (Polen) deportiert. Dort litt er, wie alle Häftlinge, an Hunger und Kälte, erkrankte an Tuberkulose und kam im Januar 1944 in das örtliche Krankenhaus. Ohne entsprechende Behandlung verstarb er dort am 15. April 1944. Erst am 30. Oktober 1949 erfuhr die Familie aus einem Brief seines Gefährten Mario Mattioli über die Umstände seiner Erkrankung und seines Todes. Mario Ballerio wurde im Kommunalfriedhof von Przemysl bestattet, 1957 exhumiert und auf dem italienischen Militärfriedhof von Bieleny (in der Nähe von Warschau) zur letzten Ruhe geleitet. Erst im Jahr 1993 erlangten seine Verwandten Kenntnis seiner letzten Ruhestätte.                                                                                |
|              | QUI ABITAVA ROBERTO CARRARA JG. 1915 POLITISCHER HÄFTLING 30.9.1944 DEPORTIERT MAUTHAUSEN ERMORDET 11.12.1944                      | Contrada del Carmine 39 ·                    | Roberto Carrara (1915–1944) entzog sich – wie auch sein Schwager Domenico Pertica – der Einberufung zum Kriegsdienst und schloss sich den Partisanen an. Er wurde am 30. September 1944 verhaftet, über Bozen ins KZ Mauthausen deportiert, wo er am 11. Dezember 1944 ums Leben kam. |
|              | HIER WOHNTE ANGELO COTTINELLI JG. 1909 MILITÄRGEFANGENER VERHAFTET 8.9.1943 ERMORDET 25.6.1944 NEUMARKT                            | Via delle Battaglie 16 ·                     | Angelo Cottinelli (1909–1944) wurde 1929 aus gesundheitlichen Gründen aus dem Militärdienst entlassen. 1943 wurde er wieder eingezogen, jedoch nach dem Kriegsaustritt Italiens nach dem 8. September 1943 von den deutschen Besatzern entwaffnet, verhaftet und als sogenannter Italienischer Militärinternierter (IMI) nach Deutschland deportiert. Er wurde zur Zwangsarbeit verpflichtet und am 25. Juni 1944 im Kriegsgefangenenlager Neumarkt ums Leben gebracht. |
|              | HIER WOHNTE ALBERTO DALLA VOLTA JG. 1922 VERHAFTET 1.12.1943 DEPORTIERT AUSCHWITZ ERMORDET UNBEKANNTEN ORTS NACH DEM 18.1.1945     | Piazza della Vittoria 11 ·                   | Alberto Dalla Volta (1922–1945) und sein Vater Guido wurden am 1. Dezember 1943 aufgrund ihrer hebräischen Herkunft verhaftet und zunächst in das KZ Fossoli verschleppt. Am 22. Februar 1944 wurden Vater und Sohn ins KZ Auschwitz deportiert. In seinem Buch Ist das ein Mensch? berichtete Primo Levi über ihn: „Alberto ist mein bester Freund. Er ist erst zweiundzwanzig Jahre alt, also zwei Jahre jünger als ich, aber keiner von uns Italienern hat solche Anpassungsfähigkeiten gezeigt wie er. Mit erhobenem Kopf hat Alberto das Lager betreten, und unverwundet und unkorrumpiert lebt er im Lager. Er hat noch vor allen andern begriffen, daß dieses Leben Krieg ist; er hat sich keine Schonung gegönnt, hat keine Zeit damit verloren, sich und die andern zu beklagen und zu bemitleiden, sondern hat vom ersten Tag an den Kampf aufgenommen.“ Alberto Dalla Voltas Vater wurde am 15. November 1944 in einer Gaskammer vom NS-Regime ermordet. Er selbst verstarb während eines Todesmarsches nach der Räumung des Konzentrationslagers Auschwitz im Januar 1945 an unbekannter Stelle. |
|              | HIER WOHNTE GUIDO DALLA VOLTA JG. 1894 VERHAFTET 1.12.1943 DEPORTIERT AUSCHWITZ ERMORDET 15.11.1944                                | Piazza della Vittoria 11 ·                   | Guido Dalla Volta (1894–1944) und sein Sohn Alberto wurden am 1. Dezember 1943 aufgrund ihrer hebräischen Herkunft verhaftet und zunächst im KZ Fossoli gefangen gehalten. Am 22. Februar 1944 wurden Vater und Sohn ins KZ Auschwitz deportiert. Guido Dalla Volta wurde am 15. November 1944 in einer Gaskammer vom NS-Regime ermordet. |
|              | HIER WOHNTE EMILIO FALCONI JG. 1911 MILITÄRGEFANGENER VERHAFTET 8.9.1943 20.9.1943 ERMORDET 8.3.1945 FORBACH LAGER N 2026          | Via G. Bonomelli 62 ·                        | Emilio Falconi (1911–1945) wurde als Armeeangehöriger nach dem Kriegsaustritt Italiens nach dem 8. September 1943 in Frankreich entwaffnet und festgenommen. Er wurde als sogenannter Italienischer Militärinternierter (IMI) nach Forbach deportiert, wo er am 8. März 1945 starb. Sein Grab befindet sich auf dem Cimitero di Guerra Italiano in Frankfurt. |
|              | HIER WOHNTE SEVERINO FRATUS JG. 1891 POLITISCHER HÄFTLING 2.3.1944 DEPORTIERT MAUTHAUSEN ERMORDET 8.4.1945                         | Via Fratelli Ugoni 6 ·                       | Severino Fratus (1891–1945) war Mechaniker bei der Firma Breda in Sesto San Giovanni. Er wurde am 2. oder 23. März 1944 (es gibt divergierende Quellen) im Zusammenhang mit dem Generalstreik festgenommen, der von 1. bis 8. März 1944 andauerte. Er wurde zunächst in Bergamo in Haft gehalten und anschließend ins KZ Mauthausen deportiert, wo er am 8. April 1945 ums Leben kam. |
|              | HIER WOHNTE ALESSANDRO GENTILINI JG. 1916 VERHAFTET 6.6.1944 POLITISCHER HÄFTLING DEPORTIERT MAUTHAUSEN GUSEN ERMORDET 17.4.1945   | Contrada del Carmine 16 ·                    | Alessandro Gentilini wurde am 26. August 1916 in Lonato del Garda in der Provinz Brescia geboren. Er war laut Häftlingspersonalkarte 1,75 Meter groß, braune Augen, eine gerade Nase, normal geformten Mund und ebensolche Ohren. Am Tag, an dem er als Partisan verhaftet wurde, dem 6. Juni 1944, hatte seine Frau Geburtstag, war seine Tochter Liliana gerade einmal drei Jahre alt, sein Sohn Odoardo zwei. Er wurde ins KZ Mauthausen deportiert und bekam er die Nummer 115530 eintätowiert. Das NS-Regime ermordete Alessandro Gentilen am 17. April 1945 im KZ Gusen. |
|              | HIER WOHNTE ORESTE GHIDELLI GEBOREN 1913 VERHAFTET AUS POLITISCHEN GRÜNDEN DEPORTIERT FLOSSENBÜRG ZWICKAU ERMORDET 1.4.1945        | Via Corsica, 88                              | Oreste Ghidelli (1913–1945) |
|              | HIER WOHNTE UBALDO MIGLIORATI JG. 1923 VERHAFTET 27.2.1945 AUS POLITISCHEN GRÜNDEN DEPORTIERT BUCHENWALD ERMORDET 12.3.1945        | Vicolo dell’Inganno 1 ·                      | Ubaldo Migliorati wurde am 17. Juli 1923 in Pavone del Mella als Sohn von Riccardo Migliorati und Maria Segari geboren. Aus dem Bericht der Stellungskommission vom 21. Mai 1942 ergibt sich folgende Personenbeschreibung: Größe 1,71 Meter, normale Statur, ovales Gesicht, braune Haare, braune Augen. Am 14. Januar 1943 wurde der Student einberufen und zwei Tage später der Infanterie des Dep. 33° Regg. zugewiesen. Am 24. April 1943 wurde Migliorati zum Korporal ernannt und – nach einem kurzen Fronturlaub für Prüfungen an der Universität – am 15. Juli 1943 zum Caporal Maggiore. Ab 8. September 1943 gilt er als sbandato [verschwunden]. Bis heute gibt es keine Informationen, wo er sich im Zeitraum September 1943 bis August 1944 befand. Am 9. August 1944 wurde er von deutschen Truppen gefasst und als politischer Häftling festgehalten. Aufgrund eines Briefes eines Verwandten, der in Hannover wohnte, vom 7. September 1950, lässt sich rekonstruieren, dass Migliorati zuerst im Wehrmachtgefängnis Torgau inhaftiert war und danach im Lager Wildflecken. Von dort stammt sein letzter Brief, datiert mit November 1944. Am 27. Februar 1945 langte er im KZ Buchenwald ein, wurde als „polit. Italiener“ klassifiziert, bekam ein rotes Dreieck und die Nummer 133.818. Dort kam er am 12. März 1945 ums Leben. Als offizielle Todesursache wurde Lungenentzündung angegeben. Die Familie wurde erst am 14. Juli 1945 mittels Expressbriefes des italienischen Ministero della Difesa Esercito in Kenntnis gesetzt. 1957 wurde ihm das Croce al merito di guerra verliehen. |
|              | HIER WOHNTE GUSTAVO MORELLI GEBOREN 1893 VERHAFTET AUS POLITISCHEN GRÜNDEN DEPORTIERT DACHAU MAJDANEK ERMORDET 19.2.1944           | Via Don Giacomo Vender, 59                   | Gustavo Morelli (1893–1944) |
|              | HIER WOHNTE DOMENICO PERTICA JG. 1923 POLITISCHER HÄFTLING 30.9.1944 DEPORTIERT GUSEN ERMORDET 21.4.1945                           | Contrada del Carmine 39 ·                    | Domenico Pertica (1923–1945) war – wie auch sein Schwager Roberto Carrara – Mitglied der 54ª brigata Garibaldi. Er wurde am 30. September 1944 verhaftet und ins KZ Gusen deportiert, wo er am 21. April 1945 ums Leben kam. |
|              | HIER WOHNTE ROLANDO PETRINI JG. 1921 POLITISCHER HÄFTLING DEPORTIERT MAUTHAUSEN GUSEN ERMORDET 21.1.1945                           | Via Fratelli Lechi / Ecke Largo Torrelunga · | Rolando Petrini, geboren 1921, war Universitätsstudent in Siena. Er wurde gemeinsam mit Teresio Olivetti verhaftet und 1945 im KZ Gusen vom NS-Regime ermordet. Die Via Rolando Petrini in Brescia erinnert an den Widerstandskämpfer. |
|              | HIER WOHNTE PIETRO PIASTRA JG. 1891 VERHAFTET 19.10.1944 POLITISCHER HÄFTLING DEPORTIERT MAUTHAUSEN ERMORDET 10.4.1945             | Via Nicola Tartaglia 47 ·                    | Pietro Piastra wurde am 31. Januar 1891 in Palermo geboren und übersiedelte unbekannten Datums in die Stadt Brescia. Er ist einer von jenen 302 bis 320 Sizilianern, die vom NS-Regime zu Tode gebracht wurden und deren Namen bekannt ist. Die Gesamtzahl der von den Nationalsozialisten ermordeten Sizilianer wird auf über 800 geschätzt. Aufgrund der frühzeitigen Befreiung Siziliens durch anglo-amerikanische Truppen hielt man lange Zeit die Zahl der sizilianischen Opfer für gering, doch fielen viele von dort Gebürtige den Nazis andernorts in die Hände. Piastra flüchtete nach Collio, wurde dort jedoch am 16. Oktober 1944 von schwarzen Brigaden verhaftet, nach Brescia transferiert und gefoltert. Am 20. November 1944 wurde er ins KZ Bozen deportiert, am 19. Dezember von dort ins KZ Mauthausen, wo er am 10. April 1945 vom NS-Regime ermordet wurde, weniger als ein Monat vor der Befreiung durch amerikanische Truppen. |
|              | HIER WOHNTE FEDERICO RINALDINI JG. 1923 VERHAFTET 19.8.1944 POLITISCHER HÄFTLING DEPORTIERT MAUTHAUSEN ERMORDET 27.3.1945          | Vicolo delle Dimesse 2 ·                     | Federico Rinaldini wurde am 29. September 1923 in Brescia geboren. Er war ein Angestellter und folgte seinem älteren Bruder Emiliano, er schloss sich der Befreiungsbewegung an, der Brigata Fiamme Verdi Giacomo Perlasca. Er kümmerte sich um Flugschriften und illegale Schriften, fungierte auch als Stafette zwischen den Partisanen des Valle Sabbia und der Stadt Brescia. Am 19. August 1944 wurde er verhaftet, im Anschluss verhört und gefoltert, weigerte sich jedoch Namen oder Informationen preiszugeben. Am 20. November 1944 wurde er den deutschen Besatzern übergeben und sogleich ins KZ Bozen deportiert. Am 8. Januar 1945 wurde er ins KZ Mauthausen überstellt und dort am 27. März 1943 vom NS-Regime ermordet. |
|              | HIER WOHNTE SILVESTRO ROMANI JG. 1923 VERHAFTET 18.11.1943 POLITISCHER HÄFTLING DEPORTIERT MAUTHAUSEN ERMORDET 17.3.1945           | Via Pila 37 ·                                | Silvestro Romani wurde 1923 geboren. Er wurde am 18. November 1943 verhaftet, in der Folge ins KZ Mauthausen deportiert und dort am 17. März 1945 vom NS-Regime ermordet. |
|              | HIER WOHNTE ANDRE TREBESCHI JG. 1897 POLITISCHER HÄFTLING VERHAFTET 6.1.1944 DEPORTIERT DACHAU MAUTHAUSEN GUSEN ERMORDET 24.1.1945 | Via delle Battaglie 50 ·                     | Andrea Trebeschi wurde am 3. September 1887 in Brescia geboren. Er entstammt einer katholischen Familie. Seine Großväter hatten in den Italienischen Unabhängigkeitskriegen gekämpft. Er selbst wurde im Ersten Weltkrieg eingezogen. Nach seiner Rückkehr nach Brescia übernahm er den Vorsitz der Studentenvereinigung Manzoni und gründete 1918 die Studentenzeitschrift La Fiona. 1922 heiratete er Vittoria De Toni, das Paar hatte vier Kinder: Maria, Cesare, Giovanni und Elvira. 1923 wurde er zum Vorsitzenden der Katholischen Jugend von Brescia gewählt und schloss sein Studium der Jurisprudenz an der Universität Siena ab. Er arbeitete als Rechtsanwalt, schloss sich dem Partito Popolare Italiano an und entwickelte sich zu einem überzeugten Antifaschisten. Die von ihm gegründete Zeitschrift wurde folgerichtig vom Mussolini-Regime verboten. Trebeschi gehörte der katholischen Partisanenformation Fiamme Verdi an und konnte sich 1943 durch Flucht einem Verhör entziehen. In der Folge wurde er jedoch zweimal gefasst und verhaftet, im Dezember 1943 und am 6. Januar 1944. Nachdem er in mehreren Verhören standhaft geblieben war, deportierte ihn die SS zuerst ins KZ Dachau und danach ins KZ Mauthausen, wo er bis 31. Dezember Zwangsarbeit verrichten musste. Von dort kam er ins KZ Gusen, wo er am 24. Januar 1945 vom NS-Regime ermordet wurde. |

## Verlegedaten
Die Stolpersteine von Brescia wurden von Gunter Demnig persönlich an folgenden Tagen verlegt:
- 23. November 2012: Contrada del Carmine 39, Piazza della Vittoria 11, Via delle Battaglie 16 e 50, Via Fratelli Ugoni 6, Via G. Bonomelli 62, Viale Venezia 45
- 12. Januar 2015: Contrada del Carmine 16, Via Fratelli Lechi/Largo Torrelunga, Via Nicola Tartaglia 47, Via Pila 37, Vicolo delle Dimesse 2, Vicolo dell’Inganno 1
- 27. Januar 2019: Via Corsica 88, Via Don Giacomo Vender 59, Via XX Settembre 22